# Боянски водопад
Боянският водопад е най-големият водопад в планината Витоша, висок 25 m.

## Местоположение
Образуван е от водите на Боянската река, която стръмно се спуска по северните склонове, преминавайки през андезитния пояс на планината. Устойчивата скала обуславя многото бързеи по реката и създаването на водопада на 1260 m н.в. (основата на водопада), както и на други по-малки падове и водопадчета. Местността, в която се намира Боянският водопад, е запазила своята природа сравнително незамърсена.
В ясни пролетни дни водопадът може да бъде видян от центъра на София. Той е най-пълноводен по време на топенето на снеговете във високите части на Витоша, тогава бялата му лента се различава сред все още неразлистената гора.
През зимата, в най-студените дни, водопадът замръзва поради разположението си в усойна и дълбока долина.

## Туристически маршрути
Има три популярни изходни точки за достигане до водопада. Първата е Бояна – в горния край над центъра започват пътеките за Боянското езеро (нагоре и наляво) и за Боянския водопад (нагоре и надясно). Първият вариант, покрай езерото, е по-дълъг, но по-умерен. Вторият вариант, директно към водопада, е много по-стръмен и проблемен за неопитни туристи. Отделни участъци от пътеката се заледяват през зимата. Денивелацията е 460 m от началото на пътеката, а от площада на Бояна, докъдето има градски транспорт, е около 550 m.
Втората изходна точка е местността Копитото. Пътеката е с умерено изкачване в първата част, после равен пасаж, но последният участък преди водопада е с подчертано стръмно спускане.
Третата изходна точка е хижа Момина скала върви се по стръмен път първоначално, но после все по-равен.

## Алпийски турове
Боянският водопад е обект за ледено катерене. Всяка зима замръзва, образувайки два ледени езика. По-лесен и полегат е левият, а десният предлага катерене от средна трудност. Като цяло условията за обучение по ледена техника са добри. По стената вдясно от водопада има трасирани турове за зимно и лятно катерене. Конфигурацията на замръзването зависи от валежите, но и в по-сухи години се образуват колони, които стават за катерене. Височината на отвесния лед може да достигне до около 15 – 18 m, а линията по ледено-скалните участъци вдясно стига до около 20 m. 

## Любопитно
| „ | „Тоя водопад ти се струва, че не иде от върха на Витоша, а нейде от небесните висини, носейки със себе си лучите на синевата и шума на бурите им" | “ |

„Водопадът“, Иван Вазов

## Други
На Боянския водопад е наречена улица в кварталите „Стрелбище“, „Гоце Делчев“ и „Манастирски ливади“ в София (Карта).

## Галерия
- Боянски водопад през есента
- Боянският водопад
- Боянският водопад
- Боянски водопад през зимата